# Hästskotjärnen (Offerdals socken, Jämtland, 705996-142312)
Hästskotjärnen är en sjö i Krokoms kommun i Jämtland och ingår i Indalsälvens huvudavrinningsområde.